# (35906) 1999 JL92
1999 JL92 (asteroide 35906) é um asteroide da cintura principal. Possui uma excentricidade de 0.17684820 e uma inclinação de 14.30161º.
Este asteroide foi descoberto no dia 12 de maio de 1999 por LINEAR em Socorro.